# يونس المشيفري
يونس المشيفري، لاعب كرة قدم عماني.
و قد كان يلعب مع نادي التضامن الكويتي، وفي يونيو 2006 انتقل إلى نادي كاظمة.

## روابط خارجية
- يونس المشيفري على موقع الاتحاد الدولي (مؤرشف)  (الإنجليزية)
- يونس المشيفري على موقع قاعدة بيانات كرة القدم.إي يو (الإنجليزية)
- يونس المشيفري على موقع ناشيونال فوتبول تيمز (الإنجليزية)
- يونس المشيفري على موقع Soccerway.com (الإنجليزية)
- يونس المشيفري على موقع كووورة